# Palazzo Galardelli
Palazzo Galardelli è un edificio storico della città di Firenze costruito ad inizio XX secolo sul luogo dello scomparso Giardino dei Gaddi.

## Storia
Il palazzo venne commissionato dalla famiglia Galardelli all'architetto Giovanni Paciarelli, che, autore del progetto, lo eresse tra il 1923 e il 1924.

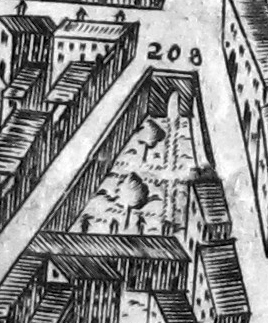
Il Giardino dei Gaddi come descritto nella cinquecentesca Pianta del Buonsignori

Tuttavia, la fama di questo palazzo non è dovuta tanto alla sua bellezza estetica ma piuttosto per il luogo in cui sorge. Infatti, l'edificio è stato costruito proprio dove esisteva il celebre Giardino dei Gaddi, realizzato dalla famiglia Gaddi già prima del XVI secolo nei pressi di altre loro proprietà immobiliari. Esso, arricchito da piante rare, era tanto celebre che divenne anche noto come il "Paradiso dei Gaddi" e una sua raffigurazione può essere visibile al numero 208 della nota Pianta del Buonsignori.

## Descrizione
A differenza dell'indirizzo civico, che è via del Giglio n° 15, l'entrata principale del palazzo affaccia su piazza Madonna degli Aldobrandini e si pone come congiunzione delle vie del Giglio (destra) e del Melarancio (sinistra).
Il palazzo ha una pianta trapezoidale e, pressoché, riprende la stessa forma dello scomparso Giardino dei Gaddi, su cui sorge. Lo stesso portale d'ingresso rimanda a quello del giardino. Infatti, il giardino possedeva come entrata principale un maestoso portale (oggi non più esistente anch'esso) realizzato in stile manierista ed attribuito all'architetto e pittore Lodovico Cardi, detto "il Cigoli". Invece, l'odierno portale è una rivisitazione dell'antico portale d'accesso del giardino, ma venne realizzato in posizione avanzata e, basandosi sul disegno antico, venne realizzato dall'architetto Telemaco Buonaiuti nel 1840. Nel frontone del portale vi è un imponente stemma in marmo bianco, ma nel campo non esiste più la croce potenziata che costituiva l'arme dei Gaddi.
L'architetto del palazzo, Giovanni Paciarelli, per la sua realizzazione dev'essersi basato sull'edificio che l'architetto Adolfo Coppedè aveva realizzato qualche anno prima, ovvero il Palazzo del Duca di Nortumbria in via de' Tornabuoni. Lo stile del palazzo, sebbene realizzato a inizio Novecento, ha rimandi cinque-seicenteschi.
L'edificio si sviluppa per quattro livelli, per due assi per la facciata, altri due per la facciata laterale su via del Melarancio e ben quattro per la facciata laterale su via del Giglio. Il piano nobile gode dell'utilizzo di una terrazza che poggia sul piano terra e si trova a livello della cima del portale d'ingresso. Sono presenti dodici finestre su via del Giglio, sei su via del Melarancio e altre sei sulla facciata principale, di cui le prime quattro di quest'ultima godono della presenza di maestosi balconi che corrono da una finestra all'altra dello stesso piano.